# Tatjana Ljujić-Mijatović
Tatjana Ljujić-Mijatović (Sarajevo, 11 maggio 1941) è una politica bosniaca.
Per vocazione è orticoltrice e paesaggista. Durante la guerra in Bosnia, Ljujić-Mijatović è stata membro della Presidenza della Bosnia ed Erzegovina.

## Biografia
Nata in una famiglia serba di Sarajevo (suo padre era un comandante di alto rango nella resistenza partigiana jugoslava durante la seconda guerra mondiale), Tatjana "Tanja" Ljujić ha frequentato la scuola elementare, il liceo e l'università a Sarajevo.

### Carriera accademica
Dopo essersi laureata in ingegneria agraria all'Università di Sarajevo nel 1964, ha conseguito un master in progettazione del paesaggio all'Università di Belgrado nel 1982, seguita da un dottorato a Sarajevo nel 1986. Ha lavorato come paesaggista a Vienna dal 1969 al 1971 e a Sarajevo dal 1971 al 1979, ed ha ottenuto una cattedra universitaria a Mostar e Sarajevo nel 1982.

### Carriera politica
Ljujić-Mijatović divenne politicamente attiva durante l'epoca socialista della Bosnia ed Erzegovina.
È stata eletta delegata presso l'Assemblea parlamentare della Bosnia ed Erzegovina nel 1991.
Quando scoppiò la guerra in Bosnia nel 1992, Ljujić-Mijatović respinse la politica nazionalista serba, rimase a Sarajevo durante l'assedio della città da parte dell'esercito serbo bosniaco e sostenne la preservazione di una Bosnia ed Erzegovina multietnica. Quando Nenad Kecmanović rassegnò le dimissioni da membro serbo della presidenza della Bosnia ed Erzegovina nel luglio 1992, Ljujić-Mijatović era la delegata serba con il maggior numero di voti alleelezioni del 1990 che risiedeva ancora nel territorio controllato dal governo, dopo le dimissioni di Biljana Plavšić e Nikola Koljević e l'espatrio di altri due delegati. 
Ljujić-Mijatović assunse debitamente posto alla presidenza, unica donna tra i sette membri. Nel 1993, rilasciò un'intervista a Vienna sulla vita a Sarajevo sotto assedio, che spinse il ministro degli esteri austriaco, Alois Mock, a chiedere che Ljujić-Mijatović fosse nominata ambasciatrice bosniaca presso le Nazioni Unite. Durante i negoziati di Dayton, Ljujić-Mijatović si oppose risolutamente alla spartizione della Bosnia ed Erzegovina.
Dopo la guerra, Ljujić-Mijatović rimase membro del Partito socialdemocratico. Dal 1998 al 2000 è stata vice-sindaco di Sarajevo, e successivamente ha prestato servizio nel consiglio comunale. È membro del Consiglio civico serbo.
Ljujić-Mijatović è divorziata. Ha due figlie, tra cui Dunja Mijatović (nata nel 1964).